# Copa dos Campeões Feminina da FIFA de 2026
A Taça dos Campeões Feminina da FIFA de 2026 será a primeira edição dessa competição organizada pela FIFA. O torneio contará com os clubes campeões de cada uma das seis confederações continentais, disputando-se num ciclo de três em cada quatro anos (com exceção do ano em que se realiza o Mundial de Clubes Feminino da FIFA), com o objectivo de determinar a melhor equipa de clubes femininos do mundo.

## Formato
A competição contará com seis equipas, cada uma representando uma das confederações continentais da FIFA:
- Ronda 1: A campeã da Liga dos Campeões Feminina da AFC receberá a campeã da Liga dos Campeões Feminina da OFC.
- Ronda 2: A campeã da Liga dos Campeões Feminina da CAF receberá a vencedora da Ronda 1.
- Meias-finais: A vencedora da Ronda 2 enfrentará a campeã da Liga dos Campeões Feminina da UEFA, enquanto a campeã da Taça dos Campeões da CONCACAF enfrentará a campeã da Taça Libertadores Feminina.
- Final e jogo de atribuição do terceiro lugar: As vencedoras das meias-finais disputarão a final, enquanto as derrotadas jogarão pelo terceiro lugar.

As meias-finais e a final estão agendadas para decorrer entre 28 de janeiro e 1 de fevereiro de 2026, num local neutro a ser definido pela FIFA.

## Equipas classificadas
| Confederação                                                            | Equipa                                                                  | Classificação                                                           | Data de classificação                                                   |
| Disputa a partir das meias-finais da Copa dos Campeões Feminina da FIFA | Disputa a partir das meias-finais da Copa dos Campeões Feminina da FIFA | Disputa a partir das meias-finais da Copa dos Campeões Feminina da FIFA | Disputa a partir das meias-finais da Copa dos Campeões Feminina da FIFA |
| ----------------------------------------------------------------------- | ----------------------------------------------------------------------- | ----------------------------------------------------------------------- | ----------------------------------------------------------------------- |
| UEFA                                                                    | Arsenal                                                                 | Campeão da Liga dos Campeões Feminina da UEFA de 2024–25                | 24 de maio de 2025                                                      |
| Disputa a partir das meias-finais da Copa dos Campeões Feminina da FIFA |                                                                         |                                                                         |                                                                         |
| CONCACAF                                                                | Gotham FC                                                               | Campeão da Copa dos Campeões Feminina da CONCACAF de 2024–25            | 24 de maio de 2025                                                      |
| CONMEBOL                                                                |                                                                         | Campeão da Copa Libertadores da América Feminina de 2025                | 18 de outubro de 2025                                                   |
| Disputa a partir da primeira e segunda rondas                           |                                                                         |                                                                         |                                                                         |
| AFC                                                                     | Wuhan Jianghan University                                               | Campeão da Liga dos Campeões Feminina da AFC de 2024–25                 | 24 de maio de 2025                                                      |
| CAF                                                                     |                                                                         | Campeão da Liga dos Campeões Feminina da CAF de 2025                    | 23 de novembro de 2025                                                  |
| OFC                                                                     | Auckland United                                                         | Campeão da Liga dos Campeões Feminina da OFC de 2025                    | 17 de maio de 2025                                                      |